# 응우옌푹홍캉
응우옌푹홍캉(베트남어: Nguyễn Phúc Hồng Kháng / 阮福洪伉 완복홍항, 1837년 5월 5일 ~ 1855년 2월 19일)은 응우옌 왕조의 황족이다. 티에우찌 황제의 9번째 아들로, 생모는 서빈(瑞嬪) 쯔엉티턴(張氏愼)이다. 히엡호아 황제의 동복형이다.

## 생애
민망 18년 음력 4월 1일(1837년 5월 5일), 후에 황성에서 태어났다. 어렸을 때 배움을 좋아하였다.
뜨득 5년(1852년) 음력 2월, 부록군공(베트남어: Phú Lộc Quận Công / 富祿郡公)에 봉해졌다. 이후 부록이 기내(畿內)인 승천부(承天府)에 속한 현(縣)의 이름이었으므로 풍록군공(베트남어: Phong Lộc Quận Công / 豐祿郡公)으로 고쳤다.
뜨득 7년(1854년), 뜨득 황제를 따라 태학(太學)에 가서 시학(視學)하였다. 이때 《어시학시(御視學詩)》 여섯 장(章)을 지어 뜨득의 《어제벽옹갱가회집(御製辟雍賡歌會集)》에 수록되었다.
뜨득 8년 음력 1월 3일(1855년 2월 19일), 사망하니 향년 19세였다. 시호를 공후(恭厚)라고 하였고, 승천부(承天府) 향수현(香水縣) 거정총양춘사(居正總楊春社)에 장사지냈다.

## 자녀
자녀가 없었다. 방(房)의 후예들은 자(子) 자부(字部)를 하사받고 그에 따라 이름을 지었다.
타인타이 2년(1890년), 동복누이인 낙성공주(樂成公主) 응우옌응옥냔득의 상소로 어린 동생인 낭국공(朗國公) 응우옌푹홍젓의 둘째 아들 응우옌푹응히엡(阮福膺協)을 그의 양자로 입양시켰다. 응우옌푹응히엡은 응우옌푹응혹(阮福膺學)으로 개명하였고, 기외후(畿外侯)를 습봉하였다.

## 참고 문헌
- 《대남식록》정편열전2집(正編列傳二集) 권8(卷八)